# Indianola (hrabstwo Delaware)
Indianola – jednostka osadnicza w Stanach Zjednoczonych, w stanie Oklahoma, w hrabstwie Delaware.